# エリザベス・ブレイク
エリザベス・ブレイク（英語: Elizabeth Brake）は、アメリカの哲学者であり、ライス大学の哲学教授である。ブレイクは倫理学と政治哲学に関する著作で知られ、特にアマトノーマティビティ（amatonormativity）という造語により、排他的でロマンチックな長期のカップル関係の方が誰にとっても幸せであり、誰もがそのような関係を求めているという広く信じられた誤りを指摘したことで有名である。ブレイクの著書『最小の結婚（英語: Minimizing Marriage）』は、2014年にアメリカ哲学会（英語: American Philosophical Association）ブック・プライズの特別賞を受賞した。ブレイクは『Journal of Applied Philosophy』の編集長である。

## 著作
- Minimizing Marriage: Marriage, Morality, and the Law, Oxford University Press, 2012.
  - 久保田裕之監訳、羽生有希・藤間公太・本多真隆・佐藤美和・松田和樹・阪井裕一郎訳『最小の結婚：結婚をめぐる法と道徳』、白澤社、2019年
- Philosophical Foundations of Children’s and Family Law, edited with Lucinda Ferguson, Oxford University Press, 2018.
- After Marriage: Rethinking Marital Relationships (ed.), Oxford University Press, 2016.